# Walk, Livland

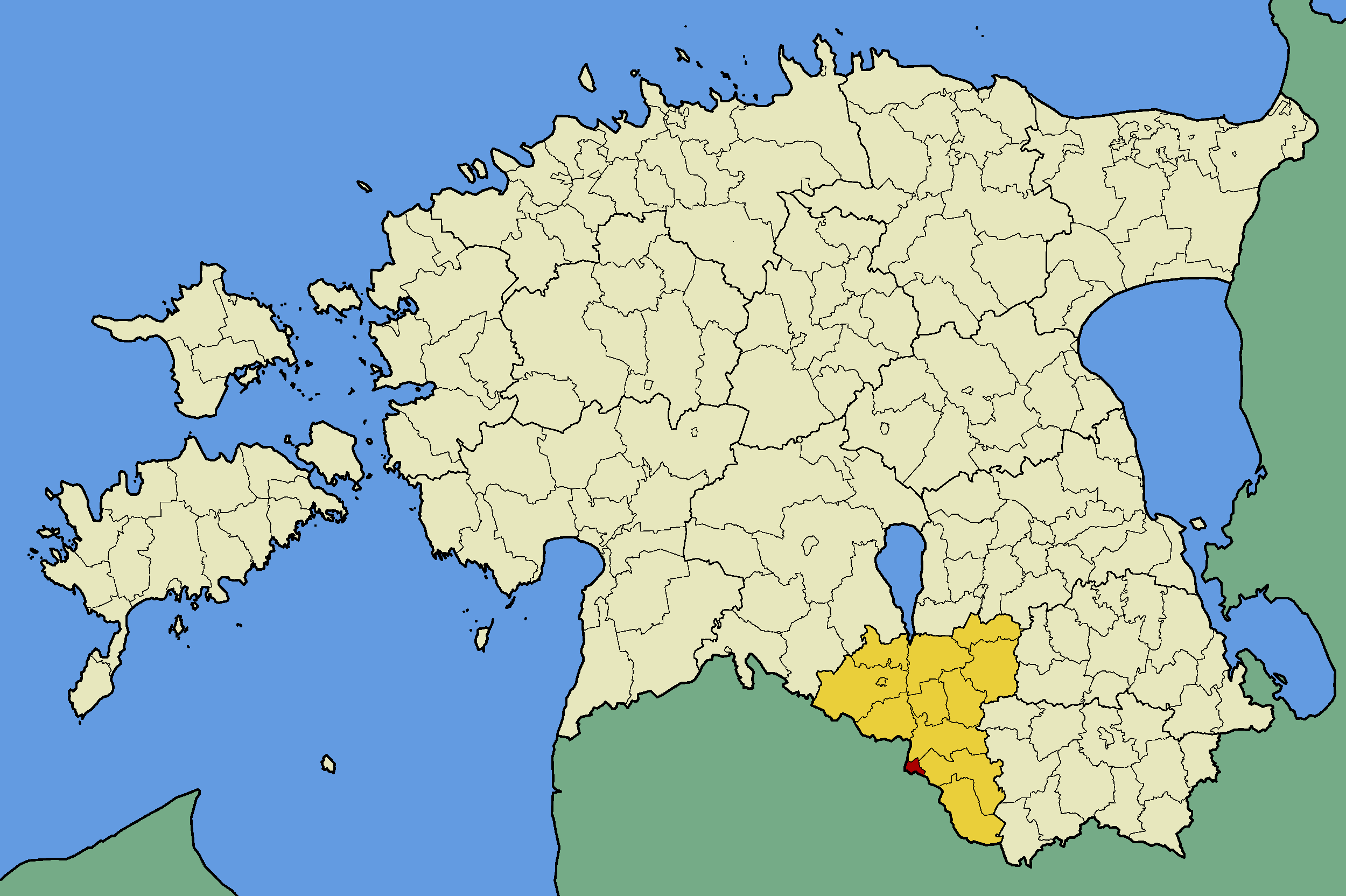
Walk, Livland

Walk var en stad i guvernementet Livland, omkring 70 km. nordöst om Riga, belägen på vattendelaren mellan Embach (till Peipussjön)
och Sedde (till Rigaviken).
Året 1286 omnämns en präst från Walk i en urkund, vilket visar att orten redan existerade. Samhället tillhörde under tidiga 1300-talet Tartus stift (äldre namn: Dorpats stift). Ett litauiskt fälttåg stannade 1345 vid Walk trots att samhället saknade någon fortifikation. Under senare medeltiden hölls flera rådsförsamlingar i orten.
Efter 1419 var Walk residensstad för den livländska konfederationen.
Omkring 10 100 invånare (1900). Den var en viktig järnvägsknutpunkt och hade bryggerier och brännerier, samt ett lettiskt lärarseminarium.
Järnvägssträckorna till Riga, Tallinn, Pskov och Pärnu inrättades vid slutet av 1800-talet.
Staden delades 1920 i två städer, Valga i Estland och Valka i Lettland.

## Källa
Den här artikeln är helt eller delvis baserad på material från Nordisk familjebok, Walk, 1904–1926.
1. 1 2  Westermann, Gudrun (1985). ”Walk” (på tyska). Baltisches historisches Ortslexikon: Estland. Köln: Böhlau Verlag. sid. 644-645